# Phyllonorycter brunnea
Phyllonorycter brunnea är en fjärilsart som beskrevs av Gerfried Deschka 1975. Phyllonorycter brunnea ingår i släktet guldmalar, och familjen styltmalar.
Artens utbredningsområde är Grekland. Inga underarter finns listade i Catalogue of Life.